# Mimasarta niveifascialis
Mimasarta niveifascialis és una espècie d'arna de la família Crambidae. Es troba a Àsia central. És l'única espècie del gènere Mimasarta.